# Sardieu
Sardieu est une commune française située dans le département de l'Isère, en région Auvergne-Rhône-Alpes.
Autrefois rattachée à la province royale du Dauphiné, la commune est depuis 2019, adhérente à la Communauté de communes Bièvre Isère.

## Géographie

### Situation et description
Située entre Lyon, Grenoble, Valence et Bourgoin-Jallieu, le village de Sardieu se trouve plus précisément au sud-ouest de La Côte-Saint-André dans la Plaine de Bièvre, dans le secteur du Bas Dauphiné, en Isère.

### Communes limitrophes
- 1Carte dynamique
- 2Carte OpenStreetMap
- 3Carte topographique
- 4Carte avec les communes environnantes

| Penol       | Ornacieux-Balbins (anciennement Balbins) |                           |
| Marcilloles | Sardieu                                  | La Côte-Saint-André       |
| Viriville   | Châtenay                                 | Saint-Siméon-de-Bressieux |

### Climat
Pour des articles plus généraux, voir Climat d'Auvergne-Rhône-Alpes et Climat de l'Isère.
En 2010, le climat de la commune est de type climat des marges montargnardes, selon une étude du Centre national de la recherche scientifique s'appuyant sur une série de données couvrant la période 1971-2000. En 2020, Météo-France publie une typologie des climats de la France métropolitaine dans laquelle la commune est exposée à un climat de montagne ou de marges de montagne et est dans une zone de transition entre les régions climatiques « Moyenne vallée du Rhône » et « Alpes du nord ». 
Pour la période 1971-2000, la température annuelle moyenne est de 11,3 °C, avec une amplitude thermique annuelle de 17,6 °C. Le cumul annuel moyen de précipitations est de 974 mm, avec 9,3 jours de précipitations en janvier et 6,3 jours en juillet. Pour la période 1991-2020, la température moyenne annuelle observée sur la station météorologique de Météo-France la plus proche, « Grenoble-Saint-Geoirs », sur la commune de Saint-Étienne-de-Saint-Geoirs à 12 km à vol d'oiseau, est de 11,5 °C et le cumul annuel moyen de précipitations est de 915,1 mm,. Pour l'avenir, les paramètres climatiques de la commune estimés pour 2050 selon différents scénarios d'émission de gaz à effet de serre sont consultables sur un site dédié publié par Météo-France en novembre 2022.

### Hydrographie
Le territoire communal est traversé par le ruisseau du Rival.

### Voies de communication
La limite sud de la commune est matérialisée par la route départementale D 519 (RD519).

## Urbanisme

### Typologie
Au 1er janvier 2024, Sardieu est catégorisée bourg rural, selon la nouvelle grille communale de densité à sept niveaux définie par l'Insee en 2022.
Elle est située hors unité urbaine. Par ailleurs la commune fait partie de l'aire d'attraction de La Côte-Saint-André, dont elle est une commune de la couronne,. Cette aire, qui regroupe 8 communes, est catégorisée dans les aires de moins de 50 000 habitants,.

### Occupation des sols
L'occupation des sols de la commune, telle qu'elle ressort de la base de données européenne d’occupation biophysique des sols Corine Land Cover (CLC), est marquée par l'importance des territoires agricoles (93,7 % en 2018), une proportion sensiblement équivalente à celle de 1990 (94,5 %). La répartition détaillée en 2018 est la suivante : 
terres arables (84,8 %), zones agricoles hétérogènes (8,9 %), zones urbanisées (6,3 %). L'évolution de l’occupation des sols de la commune et de ses infrastructures peut être observée sur les différentes représentations cartographiques du territoire : la carte de Cassini (XVIIIe siècle), la carte d'état-major (1820-1866) et les cartes ou photos aériennes de l'IGN pour la période actuelle (1950 à aujourd'hui).

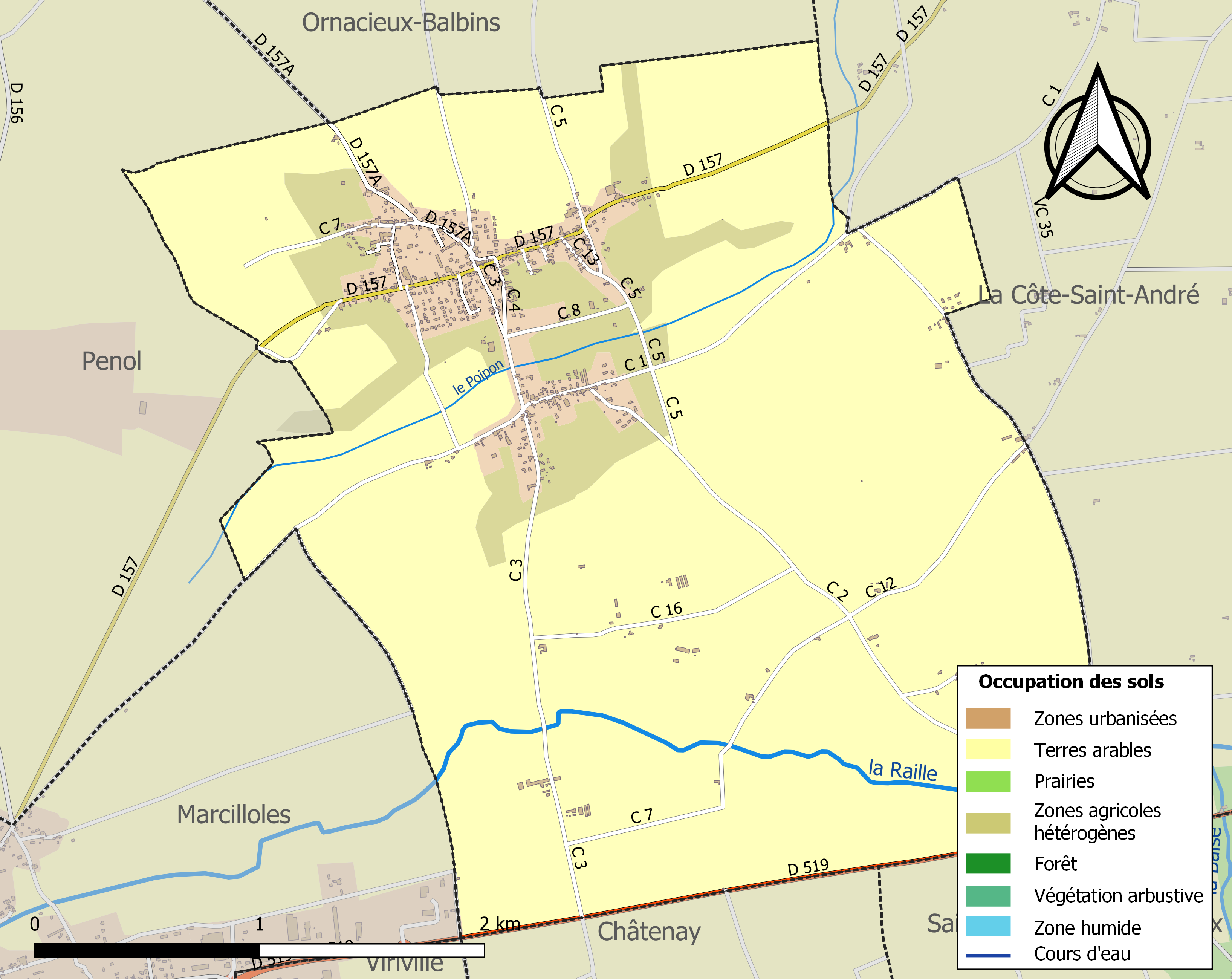
Carte des infrastructures et de l'occupation des sols de la commune en 2018 (CLC).

### Risques naturels et technologiques majeurs

#### Risques sismiques
L'ensemble du territoire de la commune de Sardieu est situé en zone de sismicité n°3 (sur une échelle de 1 à 5), comme la plupart des communes de son secteur géographique.
| Type de zone | Niveau            | Définitions (bâtiment à risque normal) |
| ------------ | ----------------- | -------------------------------------- |
| Zone 3       | Sismicité modérée | accélération = 1,1 m/s2                |

## Histoire
La commune se situait, jusqu'en 1929, dans le canton de Saint-Étienne-de-Saint-Geoirs. C'est la loi no 1707 du 31 juillet 1929 qui l'a rattachée au canton de La Côte-Saint-André.

### Époque contemporaine
En 1999, la commune est le théâtre de l'assassinat de Joseph Trupia. Ce fait divers fait l'objet en 2015 d'un épisode de l'émission de télévision Faites entrer l'accusé.

## Politique et administration
| Période                                  | Période  | Identité            | Étiquette | Qualité  |
| ---------------------------------------- | -------- | ------------------- | --------- | -------- |
| mars 2001                                | 2020     | Raymond Roux        | DVD       | Retraité |
| 2020                                     | En cours | Jean-Pierre Perroud |           |          |
| Les données manquantes sont à compléter. |          |                     |           |          |

## Population et société

### Démographie
L'évolution du nombre d'habitants est connue à travers les recensements de la population effectués dans la commune depuis 1793. Pour les communes de moins de 10 000 habitants, une enquête de recensement portant sur toute la population est réalisée tous les cinq ans, les populations de référence des années intermédiaires étant quant à elles estimées par interpolation ou extrapolation. Pour la commune, le premier recensement exhaustif entrant dans le cadre du nouveau dispositif a été réalisé en 2008.

En 2022, la commune comptait 1 184 habitants, en évolution de +6,67 % par rapport à 2016 (Isère : +3,07 %, France hors Mayotte : +2,11 %).
| 1793 | 1800 | 1806 | 1821 | 1831 | 1836 | 1841 | 1846 | 1851 |
| ---- | ---- | ---- | ---- | ---- | ---- | ---- | ---- | ---- |
| 475  | 478  | 502  | 575  | 595  | 764  | 737  | 736  | 819  |

| 1856 | 1861 | 1866 | 1872 | 1876 | 1881 | 1886 | 1891 | 1896 |
| ---- | ---- | ---- | ---- | ---- | ---- | ---- | ---- | ---- |
| 760  | 805  | 808  | 797  | 777  | 732  | 737  | 660  | 633  |

| 1901 | 1906 | 1911 | 1921 | 1926 | 1931 | 1936 | 1946 | 1954 |
| ---- | ---- | ---- | ---- | ---- | ---- | ---- | ---- | ---- |
| 673  | 720  | 630  | 583  | 539  | 513  | 531  | 480  | 448  |

| 1962 | 1968 | 1975 | 1982 | 1990 | 1999 | 2006 | 2008 | 2013  |
| ---- | ---- | ---- | ---- | ---- | ---- | ---- | ---- | ----- |
| 470  | 453  | 473  | 522  | 555  | 600  | 829  | 895  | 1 066 |

| 2018  | 2022  | - | - | - | - | - | - | - |
| ----- | ----- | - | - | - | - | - | - | - |
| 1 137 | 1 184 | - | - | - | - | - | - | - |

### Enseignement
La commune est rattachée à l'académie de Grenoble et gère une école maternelle et élémentaire publique qui accueille environ 80 élèves  .
Le collège de secteur, Jongkind situé à La Côte St André, accueille les élèves de la 6eme à la 3eme. Il propose, en particulier, dès la 6eme l’apprentissage "en immersion" de l'Anglais par le dispositif EMILE, l'Allemand en LV2 et à partir de la 5eme, une section Européenne Italien.
La commune est rattachée au secteur du lycée Hector Berlioz à La Côte St André. Il propose entre autres, en plus des 7 spécialités communes à la plupart des lycées généraux, la spécialité Sciences de l’Ingénieur, une section Européen Anglais, une section Européen Italien, un Bac Français International Anglais-Italien, une préparation "Sciences Po".

### Médias
Historiquement, le quotidien à grand tirage Le Dauphiné libéré consacre, chaque jour, y compris le dimanche, dans son édition du Nord-Isère, un ou plusieurs articles à l'actualité du canton et quelquefois de la commune, ainsi que des informations sur les éventuelles manifestations locales, les travaux routiers, et autres événements divers à caractère local.

## Culture et patrimoine

### Lieux et monuments
- Église paroissiale Sainte-Madeleine de Sardieu
- Le monument aux morts
- Le mémorial dédié aux travailleurs de la plaine

### Héraldique
| Blason | Blasonnement : De sinople à deux cotices ondées d'argent, accompagnées en chef d'un épi de maïs d'or et en pointe d'un épi de blé du même, au dauphin d'azur barbé, crêté, lorré, peautré et oreillé de gueules, brochant sur le tout. |